# Ндика Матам, Тео
Тео́ Ндика́ Мата́м (фр. Théo Ndicka Matam; род. 7 марта 2001 года, Аваллон, Франция) — французский футболист, защитник клуба «Александрия».

## Клубная карьера
Является воспитанником «Аваллонне», «Дижона» и «Лиона». За «Олимпик Лион B» дебютировал в матче против «Раон-л’Этапа». Свой первый гол забил в ворота «Сен-Луи Нёве». 2 сентября 2019 перешёл в аренду в «Бур-ан-Бресс — Перонна». За клуб дебютировал в матче против «По». Свой первый гол за клуб забил в ворота «Реймса» в Кубке Лиги. Всего за «Бур-ан-Бресс — Перонна» сыграл 20 матчей, где забил 4 мяча. Всего за «Олимпик Лион B» сыграл 32 матча, где забил 4 мяча.
2 июля 2020 года перешёл в «Остенде». За клуб дебютировал в матче против «Шарлеруа». Свой первый гол забил в ворота «Стандарда». Из-за перебора жёлтых карточек пропустил начало ноября. 6 марта 2022 года вывихнул лодыжку и выбыл на месяц.

## Карьера в сборной
Играл за различные молодёжные сборные Франции. На чемпионате Европы до 19 лет сыграл в трёх матчах: против Чехии, Ирландии и Испании.

## Достижения
«Александрия»
- Серебряный призёр чемпионата Украины: 2024/25